# Kreuznacher-Diakonie-Kantorei
Die Kreuznacher-Diakonie-Kantorei (Eigenschreibweise: kreuznacher-diakonie-kantorei) ist eine deutsche Kantorei und setzt sich heute aus rund 40 aktiven Musikern zusammen. Kantor ist seit 1987 der Kirchenmusiker Helmut Kickton.

## Konzeption
Die Kantorei versteht sich als Integrative Kantorei und besteht aus mehreren Gruppierungen. Die Vokalisten der Kantorei sind in drei Leistungsstufen eingeteilt: Solisten, Chor und liturgische Schola. Die Solisten singen bei Aufführungen die Arien und Rezitative aus dem Chor heraus und gestalten auch Kantatenaufführungen in solistischer Besetzung. Zu den Vokalchören bestehen ein Orchester und eine Bläserkreis. Konzerte der Kantorei sind stets eintrittsfrei, die Kollekten werden für wohltätige Zwecke verwendet. Ein besonderer Akzent der Kantorei liegt auf der Integration von Menschen mit körperlichen und geistigen Behinderungen.

## Aufführungspraxis

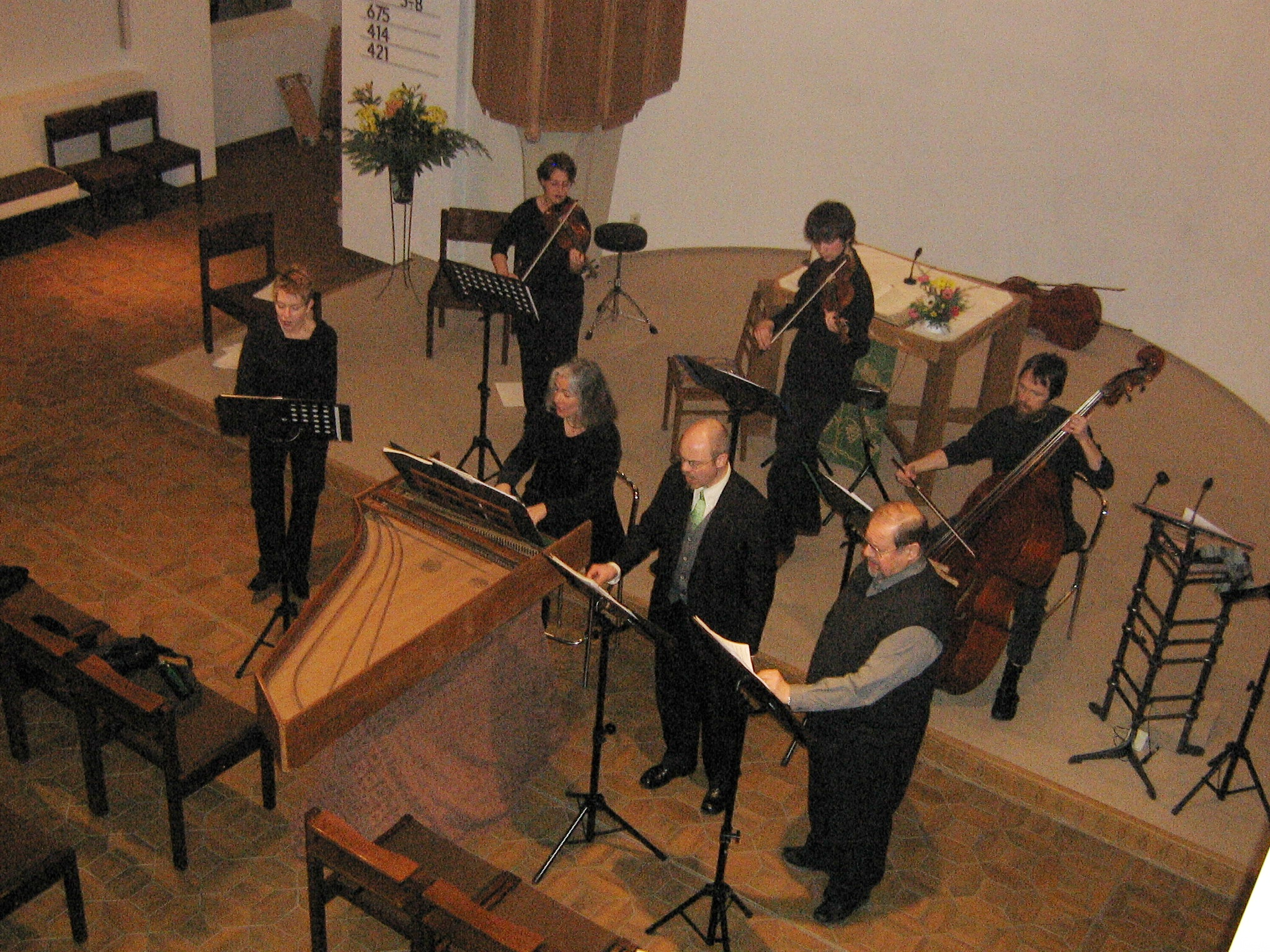
Solo-Ensemble der Kantorei

Die Kantorei pflegt Teilaspekte der historischen Aufführungspraxis: Beim Rheinischen Kirchenmusikfest Pfingsten 2000 musizierte die Kreuznacher-Diakonie-Kantorei während eines Workshops in der Diakoniekirche unter der Leitung von Helmut Kickton eine Bachkantate in solistischer Vokalbesetzung, bei der das Ensemble der Solisten vor dem Orchester stand. Im Dezember desselben Jahres führte sie auf ähnliche Weise eine ganze Kantate aus dem Weihnachtsoratorium von Bach auf. Im Dezember 2002 sang die gesamte Kantorei mit etwa 20 Sängern vor dem Orchester stehend eine Kantate von Georg Philipp Telemann. Diese Aufführung wurde fotografisch dokumentiert, eine Bildcollage der Aufführung war ab Januar 2003 bis zum Jahr 2010 an exponiertem Platz der Kantorei-Webseite zu sehen. Die Zahl der Besucher dieser Webseite lag im Jahr 2006 bei über eintausend pro Tag.

## Notenarchiv
Im Internet betreibt die Kantorei ein frei verfügbares Notenarchiv. Es umfasst mehr als 20.000 Notendateien für Chor, Chor und Orchester, Orchester, Blechbläser, Blockflöten, Kammermusik und Orgel. Der Schwerpunkt des Archivs liegt auf für den praktischen Gebrauch eingerichteten Ausgaben von Werken des Barocks für Chor und Orchester, als Partitur, Einzelstimmen und ausgesetztem Generalbass.

## Geschichte
Die Kantorei wurde 1903 gegründet und sang zum ersten Mal am 18. Oktober 1903 bei der Einsegnung von 33 Diakonissen. Die Leitung hatte der pensionierte Lehrer August Stern. Nach dem Tod von August Stern übernahm der städtische Musikdirektor  Gisbert Enzian bis 1919 den Chor. Weitere Chorleiter waren Pfr. Otto Lauxmann (1919–1922), Paula Stern (1922–1935), Dr. Bender (1936–1937) und die Diakone Heinrich Goecke (1937–1947) und Paul Feld (1948–1954). Elisabeth Romünter leitete als erste hauptamtliche Kantorin den Chor von 1954 bis 1987. 1968 wurde unter ihrer Leitung das Kammerorchester der kreuznacher diakonie unter dem Namen Mitarbeiter Musizieren (MM) gegründet. 1976 wurde der Chor mit dem Schwesternchor zum Diakoniechor fusioniert. Seit 1987 bestehen  Chor, Orchester und Posaunenchor als integrative kreuznacher-diakonie-kantorei unter der Leitung von Helmut Kickton. Im Jahr 2003 wurde die Kantorei durch den Bundespräsidenten mit der Zelter-Plakette ausgezeichnet.
Am 12. Januar 2020 wirkte die Kantorei auf Einladung der Kirchenleitung der Evangelischen Kirche im Rheinland beim Eröffnungsgottesdienst der Landessynode 2020 mit. Am 1. Mai 2022 wurde die Kantorei mit dem Erreichen der Regelaltersgrenze ihres Leiters in eine Projektkantorei umgewandelt.

## Tondokumente bei YouTube (Auswahl)
- Kirchentöne 2012: Mit Werken von Gallus Dressler, Melchior Vulpius, Johann Walter, Michael Praetorius, Dietrich Buxtehude  (Lauda Sion) und Johann Sebastian Bach (BWV 230).  Kreuznacher-Diakonie-Kantorei, Konzertmitschnitte 2012.
- Kirchentöne 2014: Motetten zu Advent und Weihnachten von Michael Praetorius, Heinrich Schütz, Johann Eccard, Franciscus de Rivulo und  Eberhard Bodenschatz.  Kreuznacher-Diakonie-Kantorei, Konzertmitschnitte 2014.
- Kirchentöne 2017: Kantaten von Dieterich Buxtehude (Cantate domino, Alles, was ihr tut, Was frag ich nach der Welt, In te domine speravi, Jesu meine Freude).  Kreuznacher-Diakonie-Kantorei, Konzertmitschnitte 2017.
- Kirchentöne: Liturgische Variationen. Mit Werken von Claudio Crassini, Valentin Rathgeber, Johann Ernst Eberlin und Baldassare Galuppi.